# Dos caras distintas
Dos caras distintas es el noveno álbum de estudio de la banda madrileña de pop-rock Los Secretos. El último en el que participó Enrique Urquijo.

## Grabación y producción
Los Secretos grabaron Dos caras distintas en el Reino Unido, para ello se fueron hasta la tranquila localidad de Chipping Norton, cerca de Oxford, donde contaron para este trabajo con la producción del veterano Mike Vernon y con el apoyo de dos excelentes músicos de sesión; Gordon Edwards al bajo y Kevin Wilkinson a la batería.
El peso compositivo lo continúan llevando los hermanos Urquijo, Enrique firma, entre otros, el tema Pero a tu lado, que dedica a su hija recién nacida y que se convertiría en uno de los grandes clásicos de la banda.

## Lista de canciones
| N.º | Título                                              | Duración |  |
| 1.  | «Pero a tu lado» (Enrique Urquijo)                  | 3:14     |  |
| 2.  | «Dos caras distintas» (Álvaro Urquijo)              | 4:00     |  |
| 3.  | «Margarita» (José María Granados)                   | 3:00     |  |
| 4.  | «Balsera» (Álvaro Urquijo)                          | 4:16     |  |
| 5.  | «Por eso entiendo si te vas» (Enrique Urquijo)      | 2:44     |  |
| 6.  | «Reina de corazones» (Álvaro Urquijo)               | 3:13     |  |
| 7.  | «Una tarde gris» (Enrique Urquijo/Jesús Redondo)    | 2:46     |  |
| 8.  | «Menos decir adiós» (Enrique Urquijo/Jesús Redondo) | 2:08     |  |
| 9.  | «Puede que sí» (Álvaro Urquijo)                     | 5:19     |  |
| 10. | «Las cosas que quieres» (Enrique Urquijo)           | 3:07     |  |
| 11. | «Encadenado a ti» (Álvaro Urquijo)                  | 4:31     |  |
| 12. | «La última vida de un gato» (José María Granados)   | 3:38     |  |
| 13. | «Algo en la vida» (Enrique Urquijo/Jesús Redondo)   | 4:42     |  |